# Tanjung Gunung (Peterongan)
Tanjung Gunung is een bestuurslaag in het regentschap Jombang van de provincie Oost-Java, Indonesië. Tanjung Gunung telt 3662 inwoners (volkstelling 2010).